# Team SCA

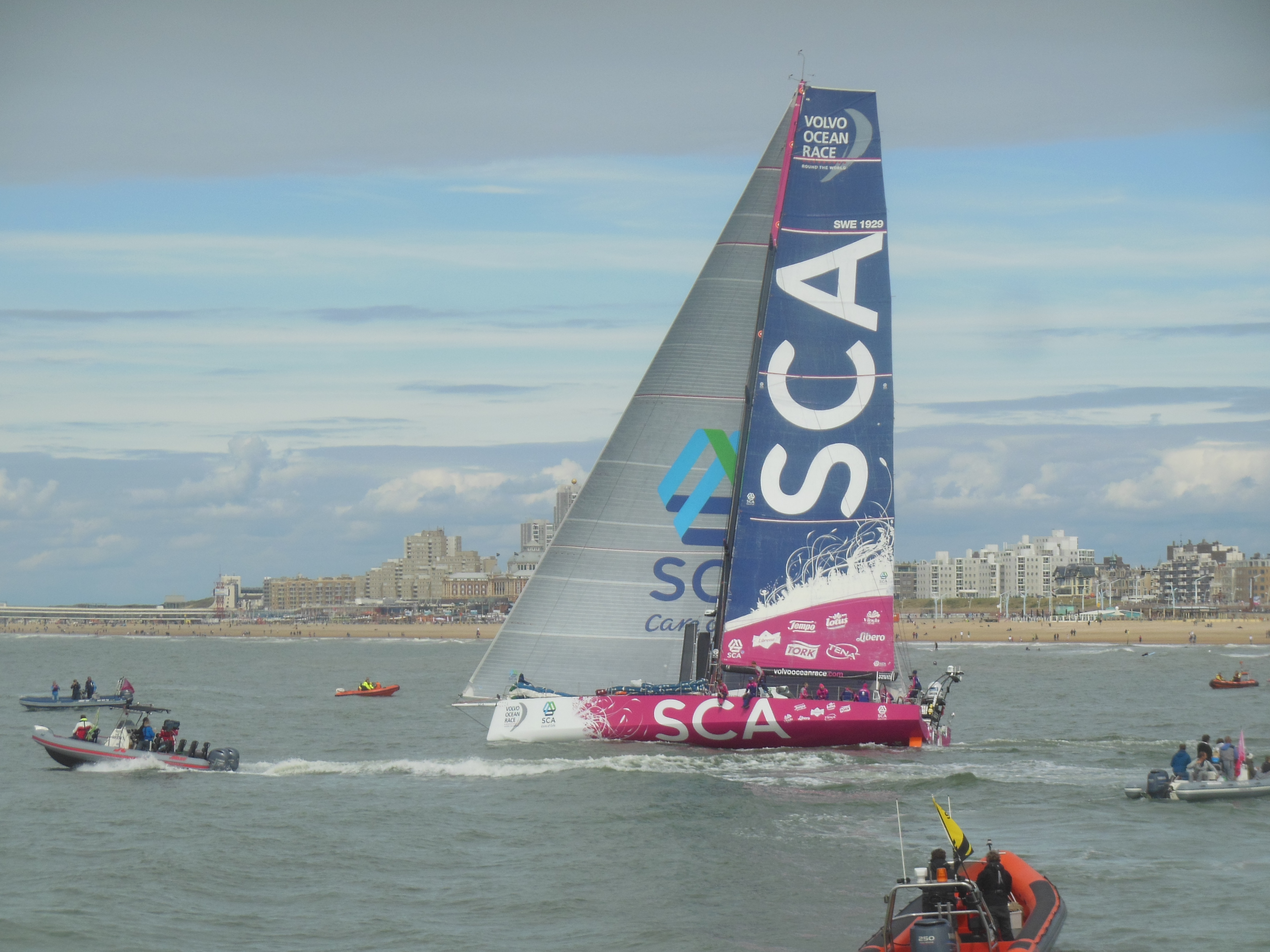
Team SCA voor de kust van Scheveningen

Team SCA is een zeilteam dat vaart onder de Zweedse vlag en deelnam aan de Volvo Ocean Race 2014-2015.
In augustus 2012 werd bekendgemaakt dat het Zweedse bedrijf SCA een volledig vrouwenteam sponsort. Dit werd de vijfde maal dat een volledig vrouwenteam aan de race mee doet. Team SCA was het eerste team waarvan het jacht, een Volvo Ocean 65, te water werd gelaten. Dit gebeurde in september 2013 in Southampton. In de twaalf maanden tot aan de Volvo Ocean Race had het Puerto Calero als thuishaven en deed het mee aan diverse zeilwedstrijden. Een van deze wedstrijden was de Marina Rubicon Round Canary Islands Race, een driedaagse zeilwedstrijd rondom de Canarische Eilanden. Ook Team Brunel en Team Campos (het latere MAPFRE) voeren deze race mee, waarmee het de eerste krachtmeting tussen de enkele teams van de Volvo Ocean Race was. Team Brunel won dit onderlinge duel.
Victoria van Zweden was beschermvrouwe van het zeilteam. Over de voorbereidingen van het team voorafgaand aan de race werd een televisieserie gemaakt.

## Bemanning
Het team bestond uit vijftien bemanningsleden, waarvan elf de boot bemanden tijdens de wedstrijden. Per etappe werd gerouleerd in de samenstelling. Het team bestond uit de volgende bemanningsleden:
| Naam                 | Positie          | Nationaliteit       | Geboortedatum     | Eerdere deelnames |
| -------------------- | ---------------- | ------------------- | ----------------- | ----------------- |
| Samantha Davies      | Schipper         | Verenigd Koninkrijk | 23 augustus 1974  | 0                 |
| Libby Greenhalgh     | Navigator        | Verenigd Koninkrijk | 3 augustus 1980   | 0                 |
| Abby Ehler           | Teamlid          | Verenigd Koninkrijk | 5 augustus 1976   | 1                 |
| Annie Lush           | Teamlid          | Verenigd Koninkrijk | 11 april 1980     | 0                 |
| Carolijn Brouwer     | Teamlid          | Nederland           | 25 juli 1973      | 1                 |
| Dee Caffari          | Teamlid          | Verenigd Koninkrijk | 3 januari 1973    | 0                 |
| Elodie-Jane Mettraux | Teamlid          | Zwitserland         | 7 november 1984   | 0                 |
| Justine Mettraux     | Teamlid          | Zwitserland         | 4 oktober 1986    | 0                 |
| Sally Barkow         | Teamlid          | Verenigde Staten    | 10 juli 1980      | 0                 |
| Sara Hastreiter      | Teamlid          | Verenigde Staten    | 22 september 1984 | 0                 |
| Stacey Jackson       | Teamlid          | Australië           | 2 juni 1983       | 0                 |
| Liz Wardley          | Teamlid          | Australië           | 6 december 1979   | 1                 |
| Sophie Ciszek        | Teamlid          | Australië           | 28 juni 1985      | 0                 |
| Corinna Halloran     | Onboard reporter | Verenigde Staten    | 25 augustus 1985  | 0                 |
| Anna-Lena Elled      | Onboard reporter | Zweden              | 22 april 1975     | 0                 |